# Rupea

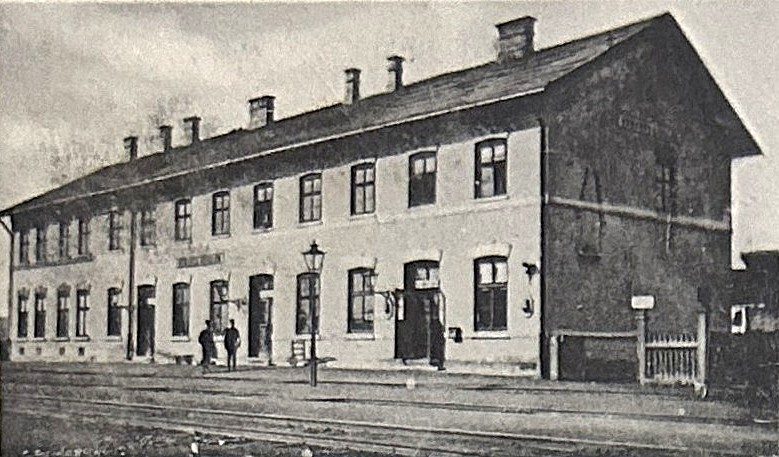
Gara Rupea (perioada Austro-Ungară)

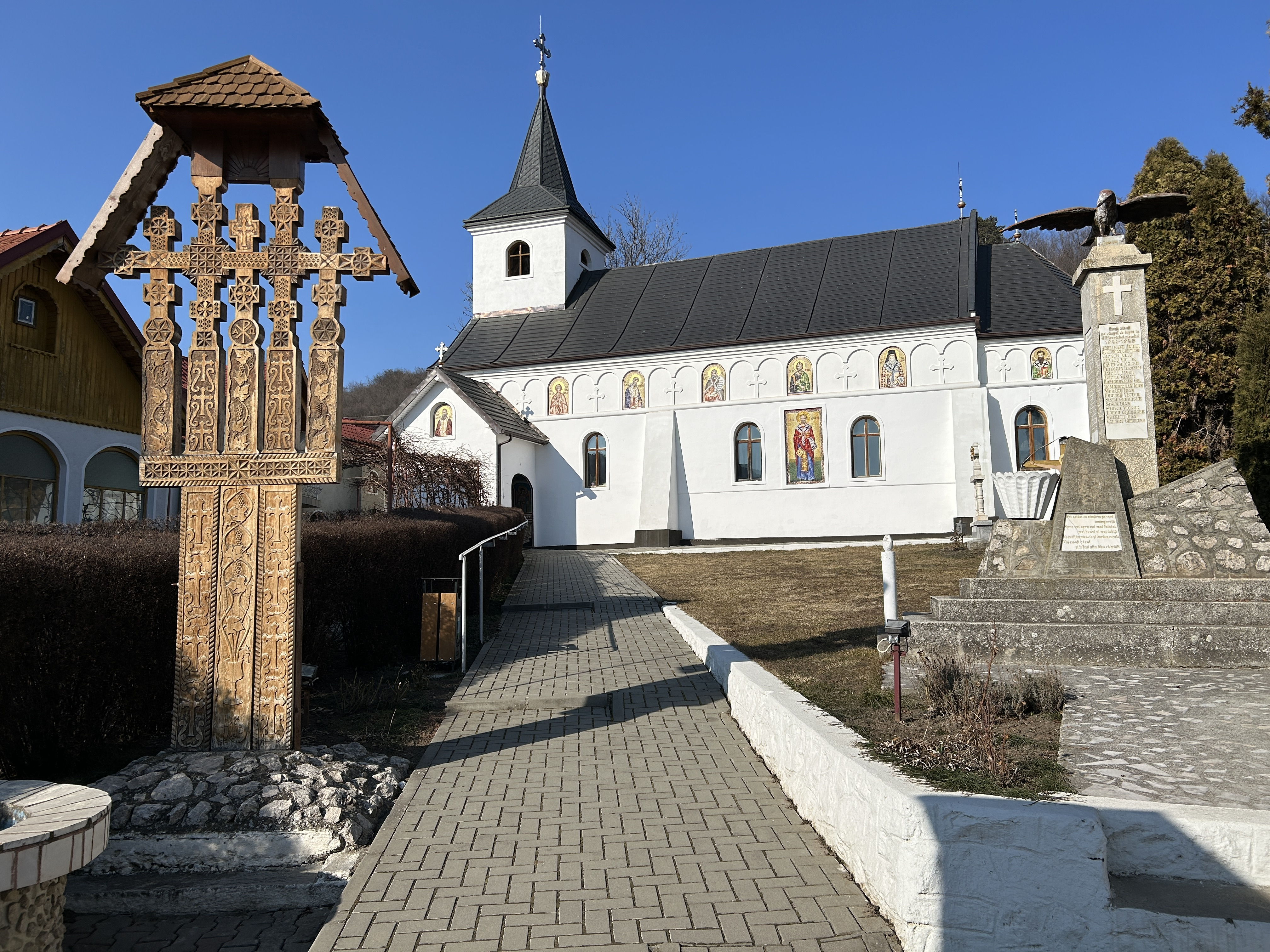
Biserica Sf. Nicolae Rupea (sf. sec. al XVIII-lea)

Rupea, mai demult Cohalm (în dialectul săsesc Räppes, în germană Reps, în maghiară Kőhalom, în latină Ripa), este un oraș în județul Brașov, Transilvania, România, format din localitățile componente Fișer și Rupea (reședința). Localitatea se află pe artera E60 la 60 km distanță de Brașov și 50 km de Sighișoara, fiind deservită și de o stație feroviară pe magistrala 300. În anul 2021 populația localității era de 4.907 locuitori.
Fondată cel mai probabil între secolele al XII-lea și al XIII-lea (vezi terra Daraus, în Diploma andreană, 1224), odată cu reorganizarea juridică zonală, localitatea Rupea s-a dezvoltat la poalele cetății care în trecut a reprezentat un punct strategic defensiv important pentru administrația săsească din sudul Transilvaniei, și a găzduit un scaun de judecată. 
Din punct de vedere administrativ, din prima jumătate a secolului al XIV-lea până în anul 1876, Rupea a fost sediul unuia dintre scaunele săsești (vezi Șapte Scaune), intrând după acea dată până în 1920 în componența comitatului Târnava-Mare, iar apoi până în anul 1950 în județul Tânava Mare. În urma reformelor administrativ-teritoriale din perioada comunistă localitatea a făcut parte din regiunea Stalin (1950-1960) și regiunea Brașov (1960-1968), pentru ca începând cu anul 1968 să intre în componența județului Brașov. 
Orașul este cunoscut la nivel național pentru cetatea sa, care în anul 2023 a atras aproximativ 100.000 de turiști. De asemenea, la 11 km de localitate trece Via Transilvanica, cel mai important și lung traseu de drumeții și anduranță din România, iar la 13 km se află situl rural Viscri, inclus în patrimoniul UNESCO.

## Monumente istorice
În localitate se găsesc atât monumente de patrimoniu arhitectural de interes național (cetatea Rupea sec.XIV-XVII, ansamblul bisericii evanghelice sec.XV-XVIII), cât și monumente de interes local (ansamblul str. Cetății sec.XVIII-XIX, ansamblul str. Republicii sec.XVIII-XIX, casă str.Republicii nr.104 sec.XVII,1870, casa Nicolae Filipescu nr.105 sec.XVIII și casă str.Republicii nr.117, 1860).
În afara acestora, biserica romano-catolică "Sf.Ana", construită între 1808-1810 sub patronajul și cu ajutorul financiar al contesei Anna Teleki de Szek (1780-1841), prezintă elemente ale stilului baroc transilvănean. Fostă mănăstire a ordinului franciscan apărută în anul 1760 pe terenul oferit de Andreas Glantz, membru al consiliului orășenesc, noul edificiu a fost ridicat pe ruinele unei capele care data din 1762. În timpul campaniei Armatei României în Transilvania în anul 1916, biblioteca mănăstirii este distrusă.
Cetatea Rupea, atestată în 1324 ca și fortificație regală (castro Kuholm), se dezvoltă în jurul unei așezări confirmate documentar din secolul al XIII-lea. În secolul al XV-lea cetatea este trecută sub administrarea comunității săsești care o transformă într-o cetate de refugiu, cunoscând mai mult etape de extindere până în secolul al XVII-lea. Curtinele formează patru incinte, fiind întărite cu turnuri și porți interioare care compartimentează ansamblul fortificat. Incinta centrală este prevăzută cu un reduit și cu o capelă, care după unele surse a fost construită inițial în stil romanic, și datează din secolul al XIII-lea.

## Instituții locale
- În localitate se află un spital orășenesc înființat în anul 1902, cu o capacitate prezentă de 80 de paturi, având urmatoarele secții: chirurgie generală, obstetrică fiziologică, neonatologie, pediatrie, medicină internă, boli infecțioase și ATI.
- Liceul "Șt.O.Iosif", fondat în 1921, are în prezent o capacitate de aproape 400 de elevi. Acestă instituție de învățământ teoretic, tehnic și profesional este continuatoarea simbolică a vechii școli de meserii fondată în 1873 sub auspiciile Universității Săsești.[9]
- Muzeul Etnografic "Gheorghe Cernea", înființat în anul 1957, ilustrează caracterul multiculturual al zonei Rupea, prezentând obiecte de îmbrăcăminte tradițională, țesături, mobilier, unelte gospodărești, icoane și ceramică ale comunităților istorice.

## Lăcașuri de cult
- Biserica Calvinistă - construită între anii 1990-1993
- Biserica Evanghelică-Luterană - construită în secolul al XV-lea
- Biserica Nouapostolică
- Biserica Ortodoxă "Sf. Nicolae" - construită între  anii 1791-1794
- Biserica Ortodoxă "Sf. Treime" - construită în jurul anului 1898
- Biserica Penticostală Betania
- Biserica Romano-Catolică "Sf. Ana" - construită în 1808
- Biserica Unitariană

## Date geologice
În subsolul zonei se găsește un masiv de sare. Exploatarea apei sărate este confirmată arheologic pe cuprinsul localității încă din perioada romană (în apropierea unei așezări din secolul II-III). În epoca modernă este reconfirmată utilizarea apei saline din fântâni special amenajate și a folosirii acesteia în gospodării, încă de la începutul secolului al XVIII-lea.
De asemenea, în subsolul localității există depozite de apă sulfuroasă, care în a doua jumătate a secolul al XIX-lea până în prima parte a secolului XX, aduceau renume localității pentru proprietățile curative (recomandate mai ales pentru tratarea reumatismului), atrăgând vizitatori din întreg spațiul Central European (Viena, Dresda, Cernăuți), precum și din Vechiul Regat. Deschise în 1866, băile cu apă sulfuroasă de la Rupea, erau printre puținele locuri din Transilvania (fiind trei in total), care dețineau aceleași proprietăți curative. Cu toate aceastea au fost lăsate în paragină de către autoritățile comuniste, fiind în cele din urmă demolate.

## Evenimente locale
- Festivalul “Săptămâna Haferland″ - desfășurat în zona cuprinsă între Rupea și Sighișoara, evenimentul promovează cultura și tradițiile săsești.
- Colindatul de ceată bărbătească - obicei tradițional înscris în lista patrimoniului mondial imaterial UNESCO, desfășurat în localitate cu ocazia sărbătorilor de Crăciun
- În fiecare vineri în localitate se ține târg (piață) a cărui vechime este confirmată documentar din 1434 (oppidum Kwehelm) și reînnoită în 1589 printr-un document emis de principele Sigismund Bathory.[15][16]

## Media
- În cetatea Rupea a fost filmat Beowulf (1999), cu actorii Christopher Lambert și Rhona Mitra.[17]

## Date istorice
- În 1324, trupele regelui Carol Robert de Anjou (1288, Napoli - 1342, Visegrád) înfrâng răscoala greaveului sas Henning de Petrești la poalele cetății Rupea.
- În 1448, Ioan de Hunedoara (c.1407, Hunedoara - 1456, Belgrad), regent al Ungariei, se afla la Rupea, de unde a emis un document diplomatic către oficialii sași.[18]
- În jurul anului 1511, Mircea al III-lea, domn al Țării Românești (1509-1510), se afla la Rupea.[19]
- În 1534 trece prin localitate Alvise Gritti (1480, Constantinopol - 1534, Mediaș), regent al Ungariei (1530), fiu al dogelui Veneției Andrea Gritti și pentru o perioadă cel mai bogat om din Constantinopol.[20]
- În 1658 campează în localitate domnitorul Moldovei Gheorghe Ștefan (d.1668, Szczecin).[21]
- În 1661, campează în localitate trupele otomane alături de care se găsea și Evliya Çelebi (1611-1682), unul dintre cei mai importanți călători din perioada modernă, care cu acestă ocazie descrie Rupea în scrierile sale.[22]
- În 1685, înnoptează în localitate Mihály Teleki (1634-1690), cancelarul Transilvaniei.
- În 1773, înnoptează în localitate împăratul Iosif al II-lea de Habsburg.[23]

Până în 1872, când sistemul breslelor a fost desființat pentru a face loc unui model economic modern și competitiv, în localitatea Rupea au funcționat, încă din epoca medievală, o serie de bresle care reflectă o activitate manufacturieră intensă. În ordine cronologică, breslele care se știe că au funcționat în Rupea sunt: Breasla tăbăcarilor (1493, 1778); Breasla morarilor (1540); Breasla fierarilor (1569); Breasla rotarilor (1589); Breasla dogarilor (înainte de 1580); Breasla tâmplarilor (1630, reglementări aprobate la Sibiu); Breasla croitorilor (1625, devine independentă în 1714); Breasla măcelarilor (1751); Breasla olarilor (probabil fondată în jurul anului 1776).

Băile Rupea, proprietatea familiei Jacobi, aprox.1881

## Demografie
În prima jumătate a secolului XX, populația localității cunoaște o ușoară scădere, contrastată de o creștere a elementului românesc. Datele demografice oficiale din această perioadă indică o fluctuație a populației determinată atât de schimbările politice cât și de factori precum migrația internă și externă sau rata natalității.
Din perioada celui de-al Doilea Război Mondial sașii din Rupea au început să plece în Germania, această tendință demografică accelerându-se după căderea comunismului în decembrie 1989. În 2021, doar 52 de indivizi (1%) s-au identificat ca făcând parte din grupul de populație săsească.
În paralel, industrializarea și urbanizarea forțată din perioada comunistă, a rezultat într-o creștere demografică internă de 40%, în doar 36 de ani, între 1941 și 1977, prin așezarea în localitate a noi familii venite atât din alte județe ale României cât și din alte localități din apropiere. 
| Anul | Germani  | Maghiari | Români  | Romi | Alții                    | Total    |
| ---- | -------- | -------- | ------- | ---- | ------------------------ | -------- |
| 1700 |          |          |         |      |                          | cca.950  |
| 1720 | cca.1100 |          | cca.200 |      |                          | cca.1300 |
| 1850 | 1541     | 20       | 732     | 218  | 42                       | 2565     |
| 1880 | 1396     | ?        | 920     |      | ?                        | ?        |
| 1890 | 1338     | ?        | 861     |      | ?                        | ?        |
| 1900 | 1276     | 365      | 987     |      | ?                        | 2628     |
| 1910 | 1230     | 425      | 975     |      | 311                      | 2941     |
| 1930 | 1056     | 497      | 1215    |      | 36 (dintre care 5 evrei) | 2809     |
| 1941 | 984      | 317      | 1350    |      | 130                      | 2781     |
| 1956 | 1385     | 602      | 2532    |      | 172                      | 4691     |
| 1966 | ?        | 810      | 2771    |      | ?                        | 6273     |
| 1977 | 1269     | 1502     | 3617    |      | 252                      | 6640     |
| 1992 | 193      | 1428     | 4331    |      | 374                      | 6326     |
| 2002 | 110      | 1245     | 4063    | 360  | 288                      | 5759     |
| 2011 | 82       | 975      | 3591    | 360  | 260                      | 5269     |
| 2021 | 52       | 706      | 3137    | 484  | 526                      | 4907     |

## Economie
În ianuarie 2024 erau înregistrate 185 de firme cu sediul în localitate, cu preponderență în sectorul terțiar.
În Rupea funcționează o mică platformă comercială formată din magazine precum Jysk, Pepco, Kik și Penny, care are planuri de extindere în viitor.

## Politică și administrație
Orașul Rupea este administrat de un primar și un consiliu local compus din 15 consilieri. Primarul, Alexandru Opriș[*], de la Partidul Național Liberal, este în funcție din octombrie 2020. Începând cu alegerile locale din 2024, consiliul local are următoarea componență pe partide politice:
|  | Partid                                     | Consilieri | Componența Consiliului | Componența Consiliului | Componența Consiliului | Componența Consiliului | Componența Consiliului | Componența Consiliului | Componența Consiliului |
|  | ------------------------------------------ | ---------- | ---------------------- | ---------------------- | ---------------------- | ---------------------- | ---------------------- | ---------------------- | ---------------------- |
|  | Partidul Național Liberal                  | 7          |                        |                        |                        |                        |                        |                        |                        |
|  | Partidul Social Democrat                   | 5          |                        |                        |                        |                        |                        |                        |                        |
|  | Uniunea Democrată Maghiară din România     | 2          |                        |                        |                        |                        |                        |                        |                        |
|  | Forumul Democrat al Germanilor din România | 1          |                        |                        |                        |                        |                        |                        |                        |

## Primarii orașului
- 1990 - 1992 - Buzea Ioan Gelu
- 1992 - 1996 - Buzea Ioan Gelu, FSN[30]
- 1996[31] - 2000 - Buzea Ioan Gelu, Independent
- 2000[32] - 2004 - Dumitrescu Flavius, de la APR
- 2004[33] - 2008 - Dumitrescu Flavius, de la PD
- 2008[34] - 2012 - Dumitrescu Flavius, de la PDL
- 2012[35] - 2016 - Dumitrescu Flavius, de la PDL
- 2016[36] - 2020 - Bărdaș Nicolae-Liviu, de la PSD
- 2020[37] - 2024 - Opriș Alexandru, de la PNL
- 2024 - prezent - Opriș Alexandru, de la PNL

## Personalități locale
- Nicolaus Zabary de Kuholm (1332), nobil transilvănean, castelan de Rupea, originar din Nógrád
- Bartholomäus Baussner (1629-1682), episcop evanghelic al Transilvaniei (1679-1682)
- Johann Hoszmann von Rothenfels, notar, senator (1702) și primar al Sibiului (Provincialbürgermeister), fiu al preotului evanghelic Johann Hoszmann din Rupea, a studiat la Universitatea din Wittenberg; a fost înnobilat în 1698
- Wilhelm von Dressery (1770-1822), general-maior în armata Habsburgică, a participat la campaniile împotriva lui Napoleon, fiind decorat în 1821 cu Ordinul Militar Maria Tereza; a decedat la Mantova[38]
- Michael Joseph Czelli (n.1783), ofițer în regimentul 40 Infanterie, a participat la Războaiele Revoluției Franceze (Asediul Luxemburgului, 1795), fiu al judelui regal din Rupea
- Johann Karl Krauss von Ehrenfeld (n.1805), ofițer (Oberleutnant) în regimentul V dragoni Eugen Prinz von Savoyen, fiu al judelui regal din Rupea, Johann Gottlieb Kraus; a fost înnobilat în 1822
- Ludwig Pieldner von Steinburg (n.1788), ofițer în regimentul 31 Infanterie, fiu al judelui regal din Rupea, Karl Pieldner von Steinburg
- Gabriel Wolff (1811-1892), farmacist și botanist educat la Pesta, membru al unei familii de medici și farmaciști de origine armeană[39]
- Josef Wilhelm Baumgarten (1828-1861), ofițer în regimentul 11 Husari, decedat la Pesta
- Otrobán Nándor (1828-1901), medic militar cu studii la universitățile din Pesta (1846) și Viena, membru fondator al unei rafinării de petrol în Brașov[40]
- Michael Konnerth (n.1832), ofițer în regimentul 64 Infanterie, a participat la cel de-al Doilea Război de Independență Italian (Bătăliile de la Magenta și Solferino, 1859); a fost decorat de două ori pentru curaj pe câmpul de luptă
- Michael Zikeli (1847-1929), dirijor, compozitor și scriitor, director al orchestrei săsești a orașului Rupea între 1872 și 1913, a contribuit la renumele culturii muzicale din orașul căruia i-a fost adăugat în perioada interbelică titulatura de Rupea muzicală ("musikalische Reps")[41]
- Árpád Tamásy von Fogaras (1861-1939), ofițer austro-ungar ridicat la gradul de general (Feldzeugmeister), Comandant al Corpului 4 Armată în 1918 și participant la bătălia de la Vittorio Veneto
- Richard Julius Müller (1877-1930), inginer și arhitect cu studii în Budapesta, Hanovra și Paris, a fost profesor la Universitatea din Hanovra și la Universitatea Tehnică din Dresda, a cărui rector a și fost în anul școlar 1926-1927; a murit la Dresda unde a fost înmormântat în cimitirul Äußerer Plauenscher[42]
- Aurel P. Bănuț (1881-1970), jurist și scriitor, doctor în drept al Universității din Cluj, fondator al revistei Luceafărul și prefect al județelor Târnava Mare și Someș în perioada interbelică[43]
- Béla Issekutz Erzsébetvárosi (1886-1979), farmacolog, profesor la universitățile din Cluj, Szeged și Budapesta, rector la universității din Szeged și membru al Academiei Maghiare de Științe, provenind dintr-o familie armeană originară din Dumbrăveni (Elisabetopol) care a fost înnobilată în 1758 de către împărăteasa Maria Terezia
- Ioan Iosif (1887-1969), bancher, doctor în economie la Universitatea din Lausanne, delegat al cercului electoral Rupea la Marea Adunare Națională de la Alba Iulia, consilier la Congresul de Pace de la Paris și deputat în primul Parlament al României Mari (1919)[44]
- Vasile Scârneci (1896-1969), ofițer în grad de colonel, a comandat Batalionul 3 Vânători de Munte (1941-1943), decorat cu Ordinul Mihai Viteazul (cl.III), Crucea de Fier germană (cl.I și II) și medalia sovietică Victoria[45]
- Reinhold Gustav Melas (1900-1977), pianist și avocat, fiu al farmacistului Eduard Melas, a fost educat la Viena și este considerat ca unul dintre reformatorii sistemului de securitate socială modern în Austria (pentru care i-a fost acordată Marea Decorație de Onoare în Aur pentru servicii aduse Republicii Austria), fiind în egală măsură recunoscut în cercurile vieneze interbelice pentru activitatea sa muzicală pentru care i-a și fost acordată medalia Franz Schalk de către Filarmonica din Viena; a fost înmormântat în cimitirul Hernalser din Viena[46]
- László Gyula (1910-1998), istoric, profesor la Universitatea Eötvös Lorand din Budapesta
- Wilhelm Georg Berger (1929-1993), compozitor, muzicolog, violist și dirijor, membru corespondent al Academiei Române
- Maria Protase (n. Magdun, 1929-2024), istoric literar, profesor universitar la Facultatea de Filologie din Cluj și decan al aceleiași facultăți
- Cristian Mandeal (1946-), muzician, pianist și dirijor, director muzical general al Filarmonicii din București (1987-2010)[47]
- Carmen Păsculescu Florian (1947-2011), muzicolog și scriitor, director general al Muzeului Național Cotroceni
- Gheorghe-Iosif Bercan (1949-), istoric și director al Bibliotecii Naționale a României (1989-1997)
- Hellmut Seiler (1953-),  poet, traducător și scriitor satiric de limba germană
- Anna Lili Farkas (1955-), educator și politician, deputată în Parlamentul României (2008-2012), i-a fost acordat Ordinul "Meritul pentru Învățămănt" în grad de Ofițer[48]
- Claudiu M. Florian (1969-), scriitor, câștigător al Premiului Uniunii Europene pentru literatură (2016) și director al Institutului Cultural Român, Berlin
- Cătălin Borcoman (1973-), jurist, procuror european pe lângă Parchetul European (EPPO), Luxemburg
- Árpád-András Antal (1975-), politician, deputat în Parlamentul României (2004-2008), primar al municipiului Sfântu Gheorghe (2008-)

## Imagini

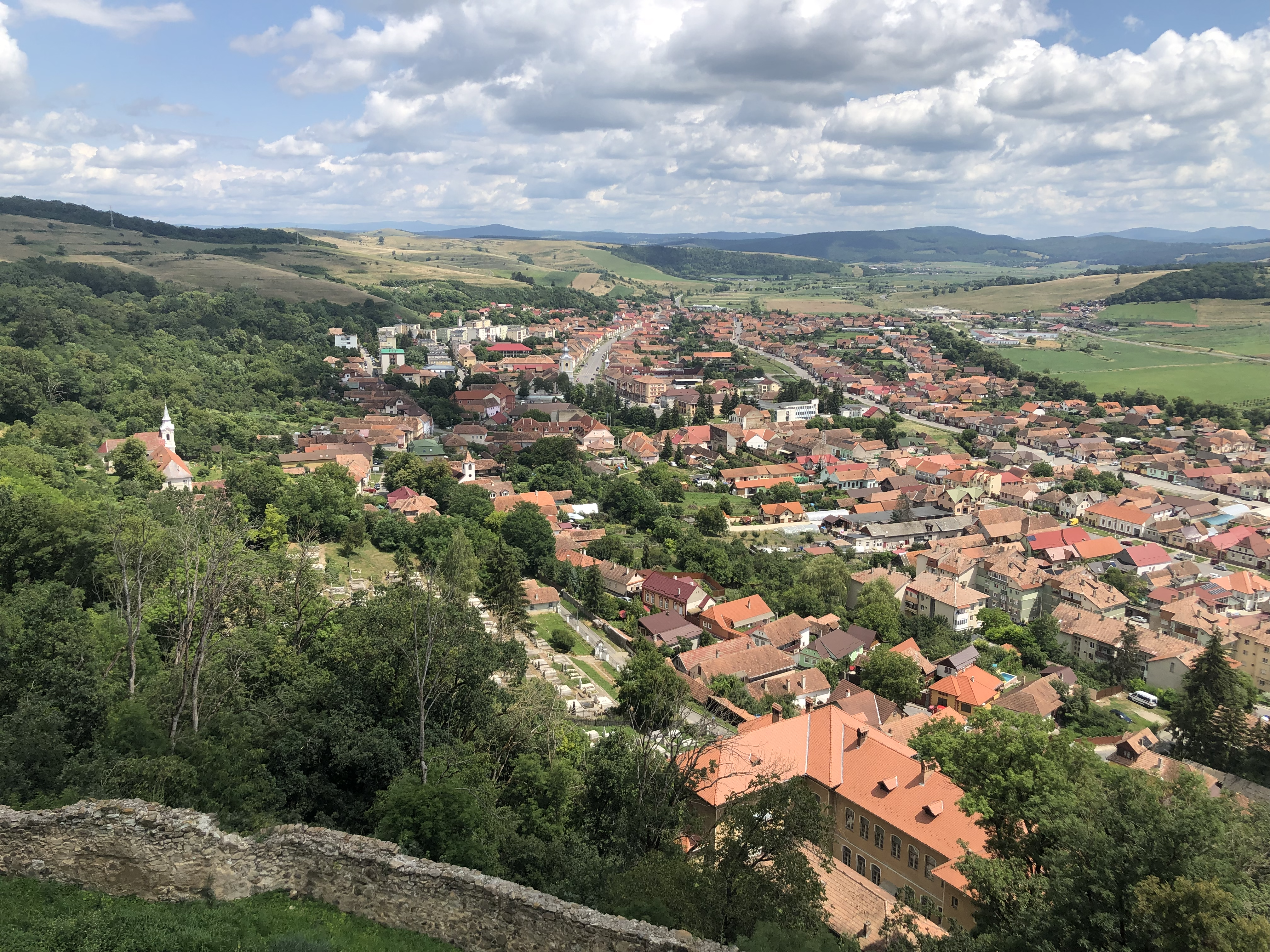
Vedere panoramică a localității din cetate
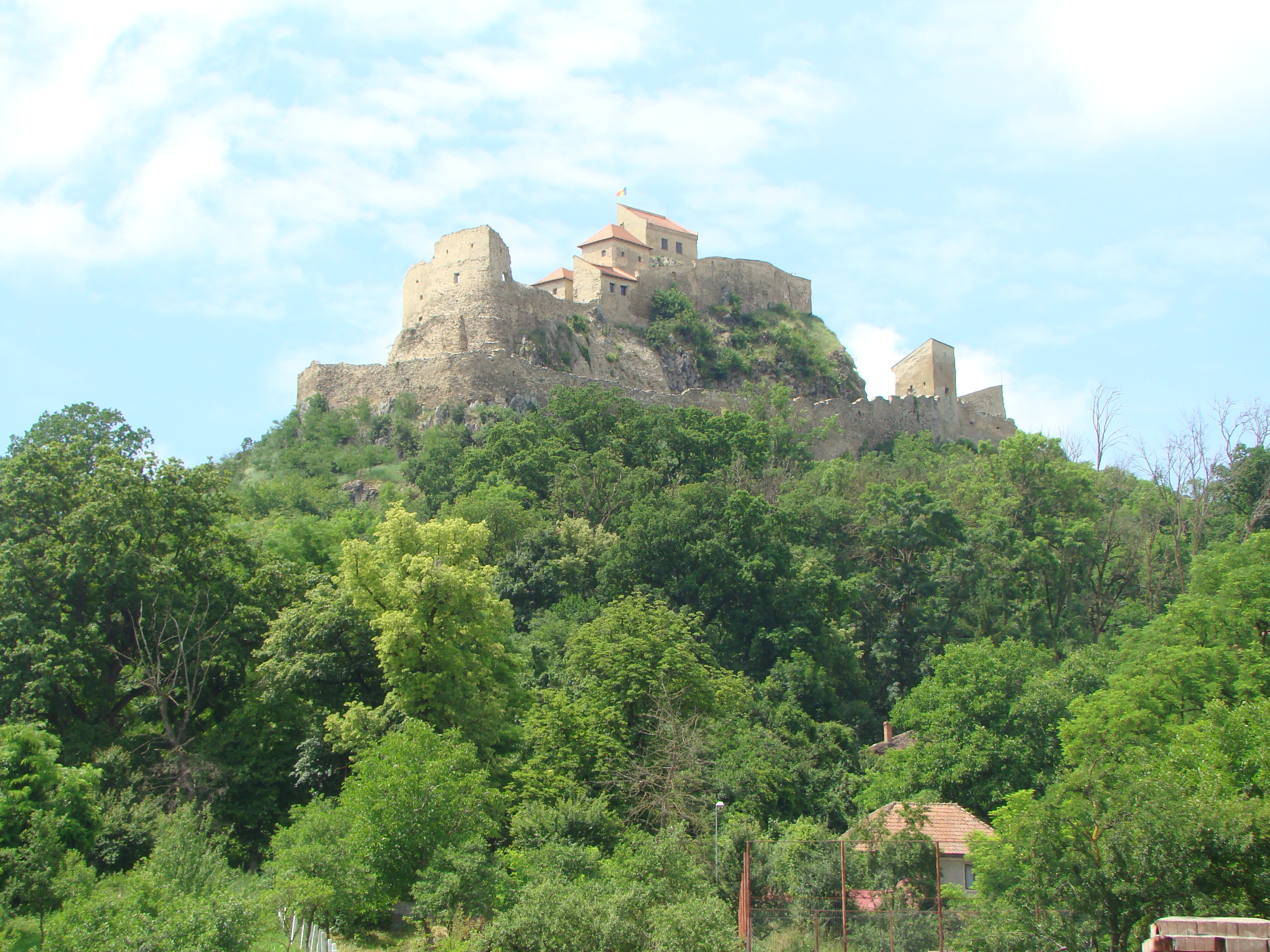
Cetatea Rupea
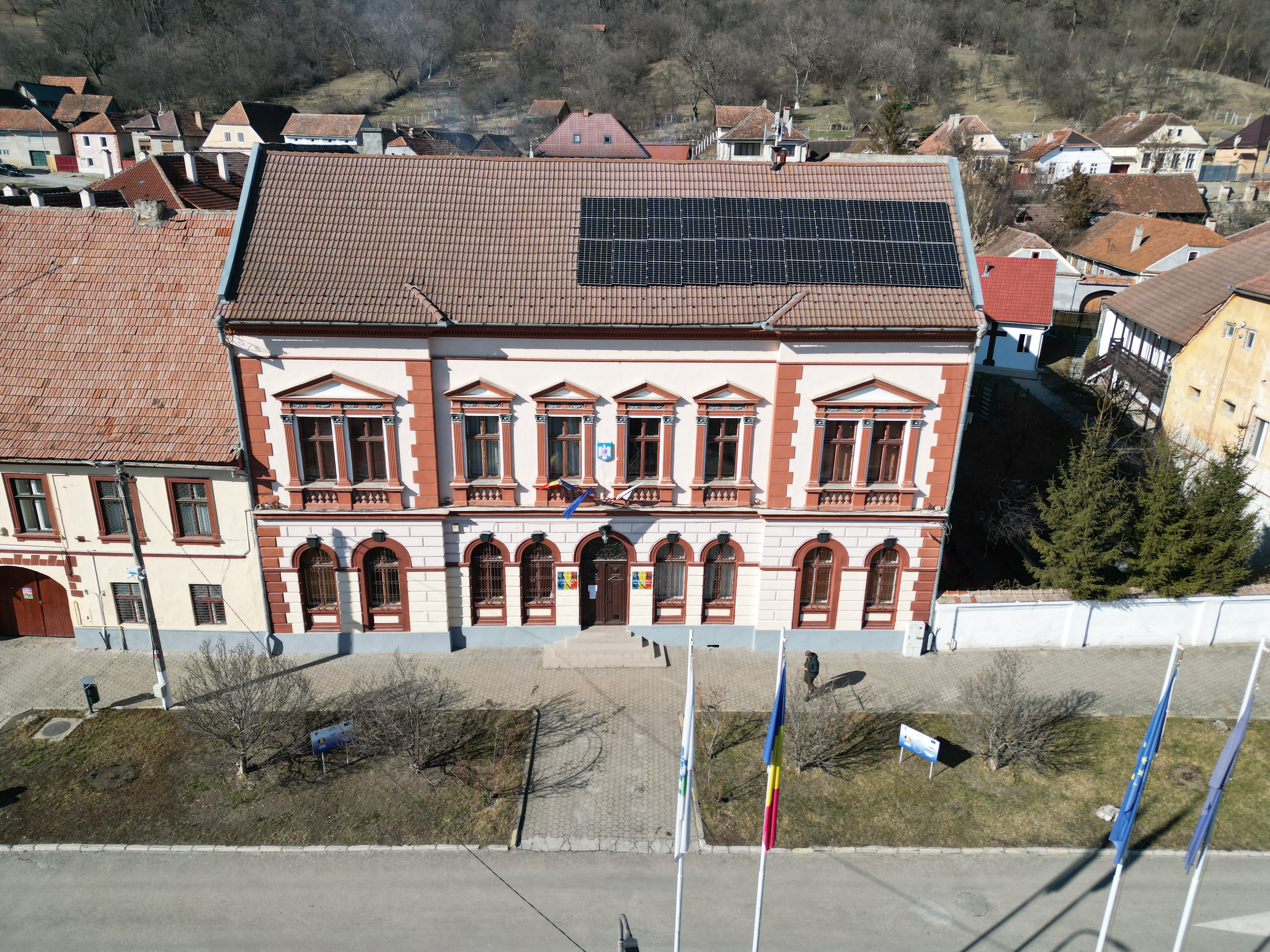
Primăria Rupea
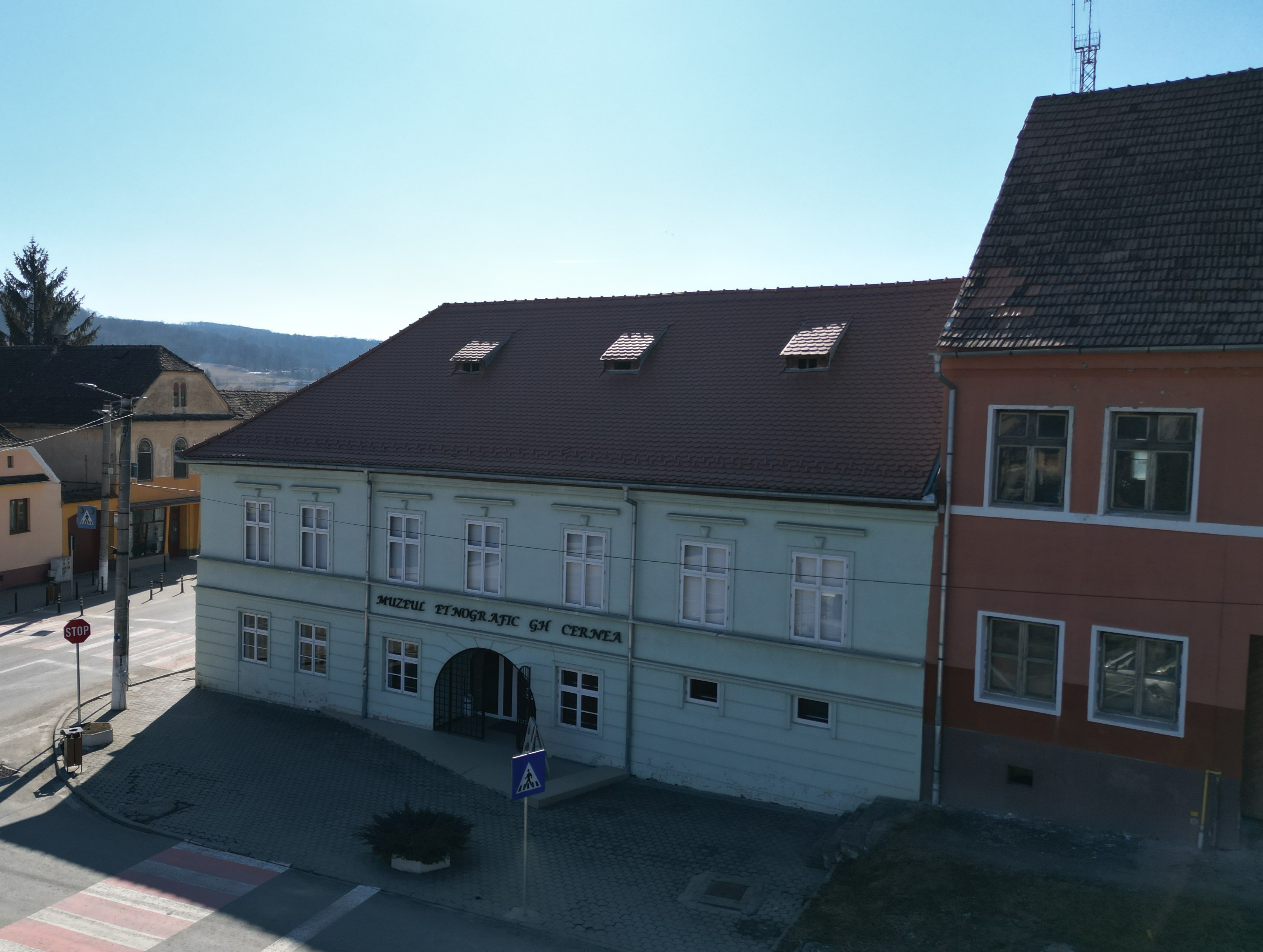
Muzeul de Etnografie „Gheorghe Cernea”
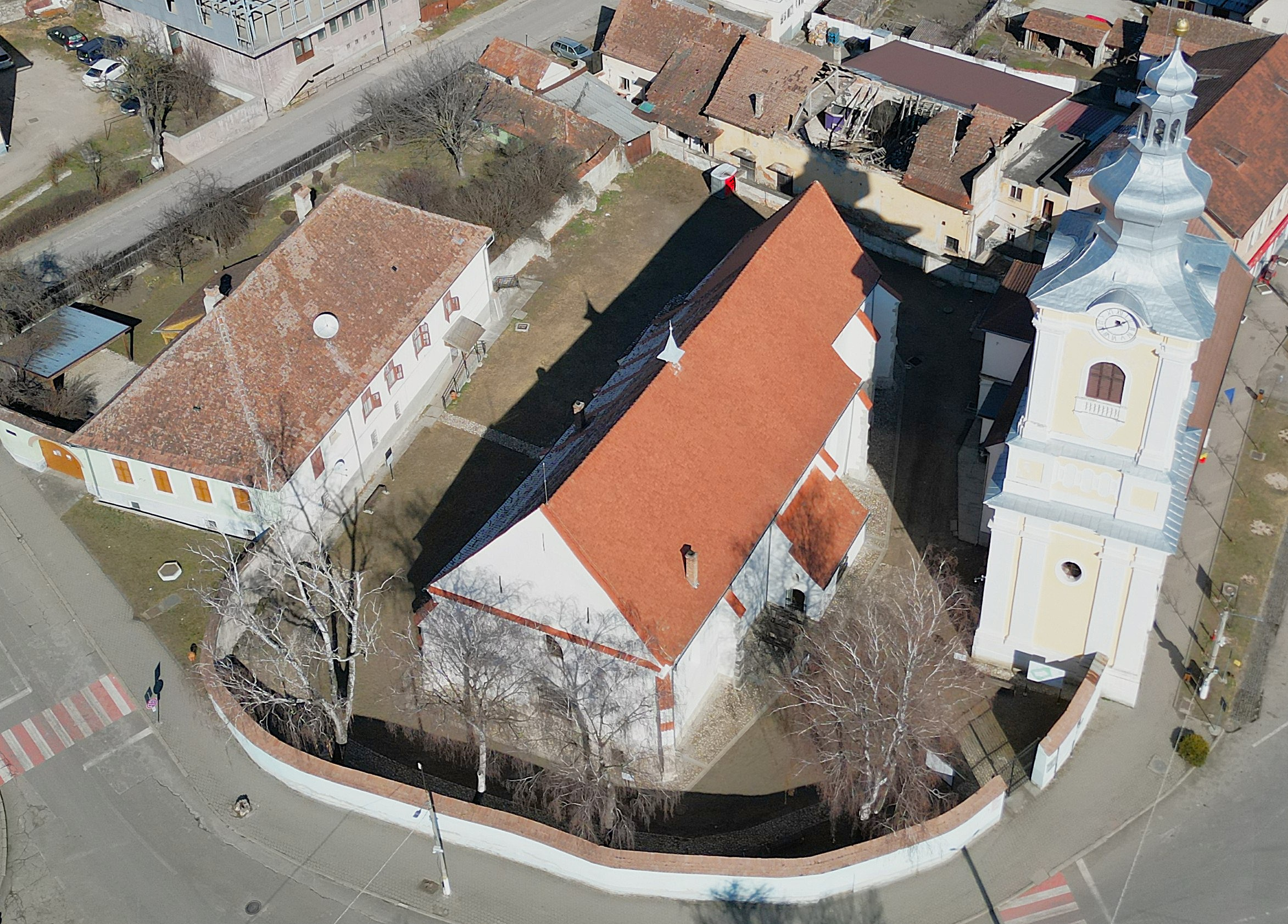
Biserica evanghelică (sec.XV), cu turnul baroc (1782)
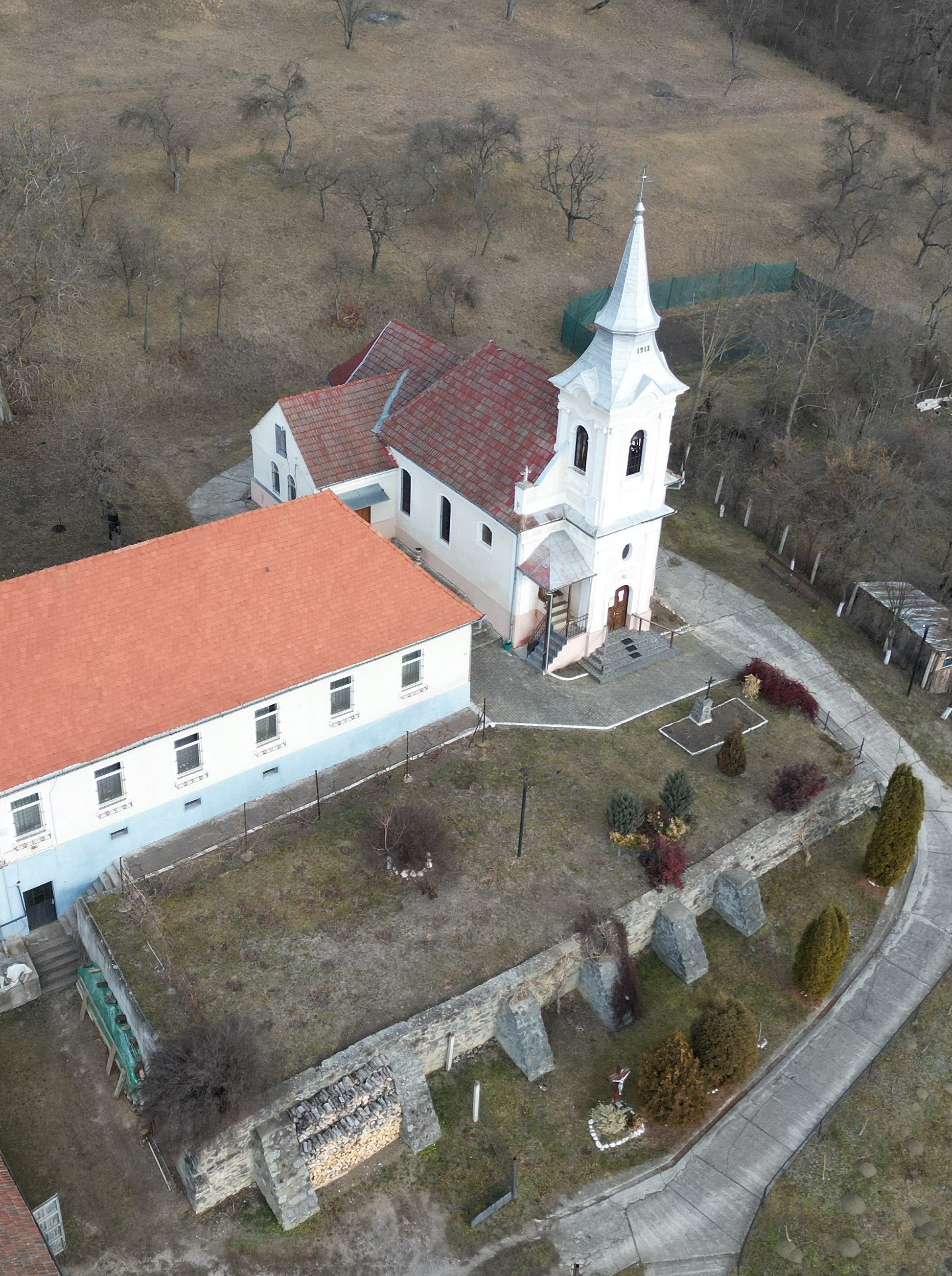
Biserica Romano-Catolică "Sf. Ana" (fosta mănăstire franciscană)
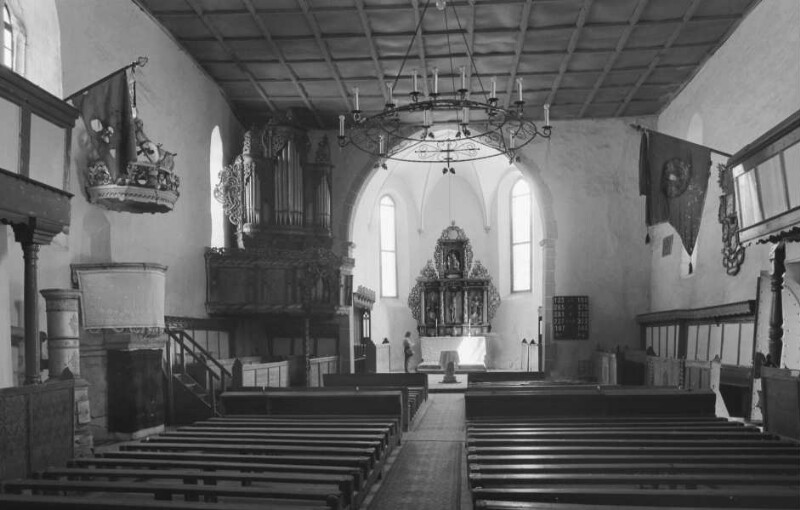
Biserica evanghelică, interior (1996)
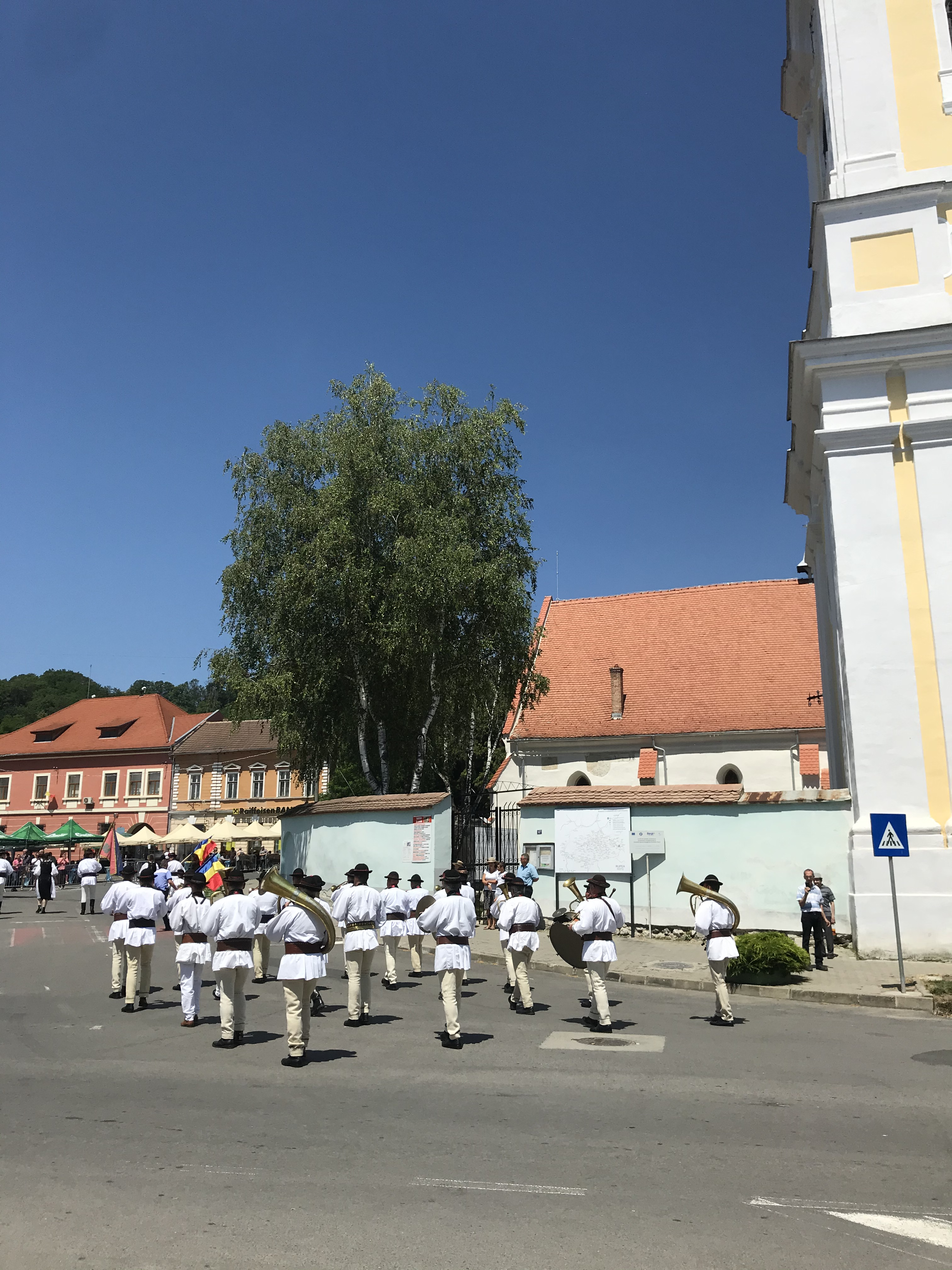
Fanfara Țărănească Rupea (fondată în 1923)
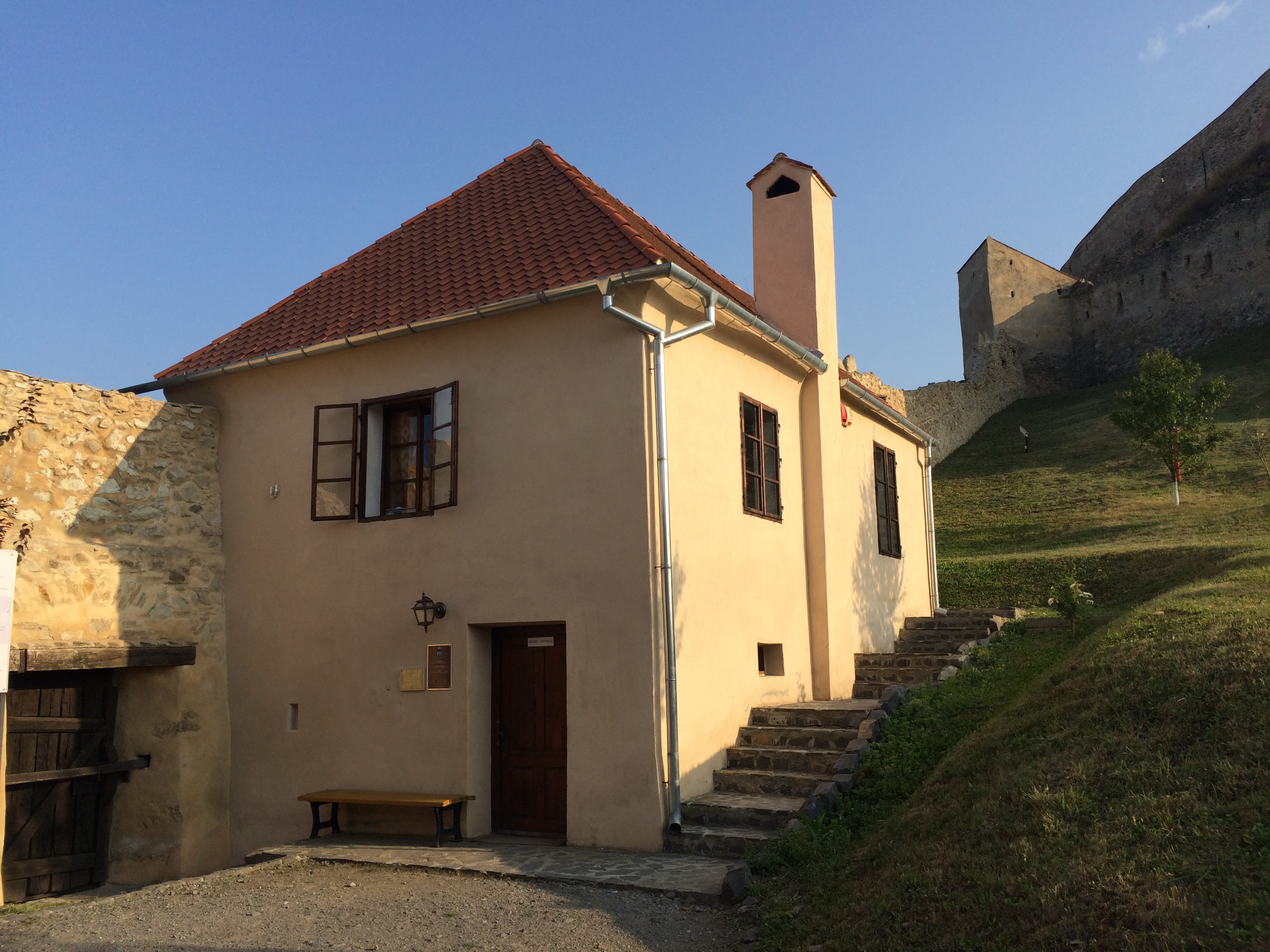
Casa paznicului din cetate (secolul al XIX-lea)
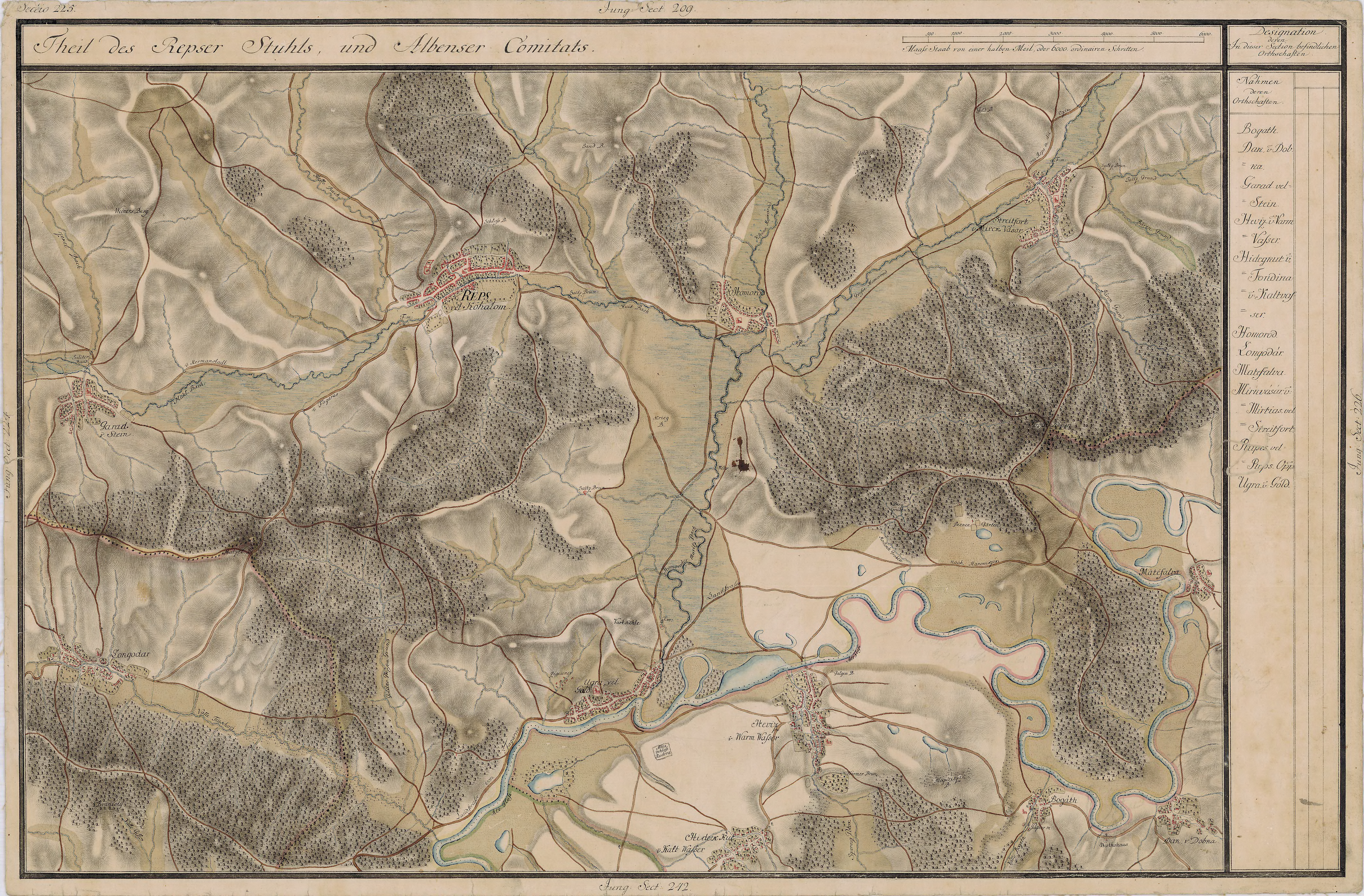
Rupea în Harta Iosefină a Transilvaniei, 1769-1773
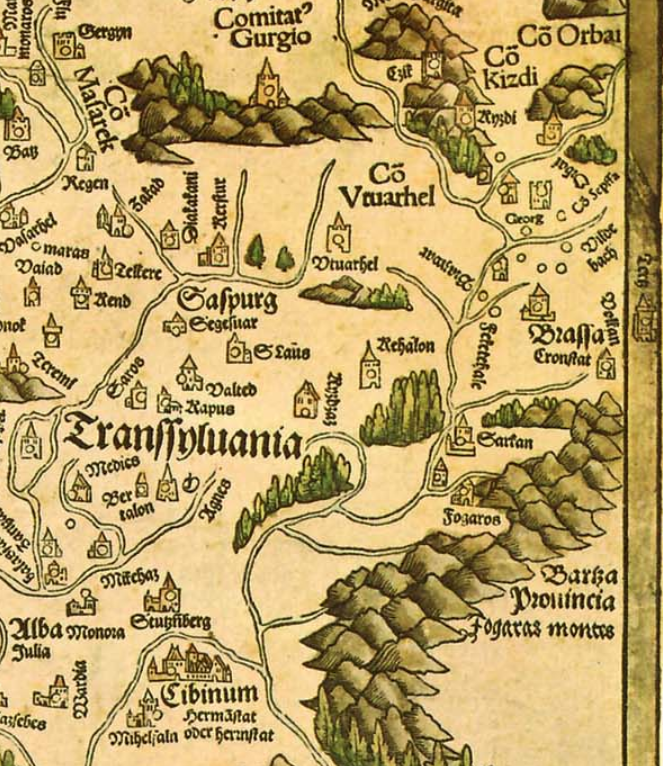
Rupea (Kehalon) pe Tabula Hungariae (cea mai timpurie reprezentare cartografică a Regatului Ungariei, 1528)
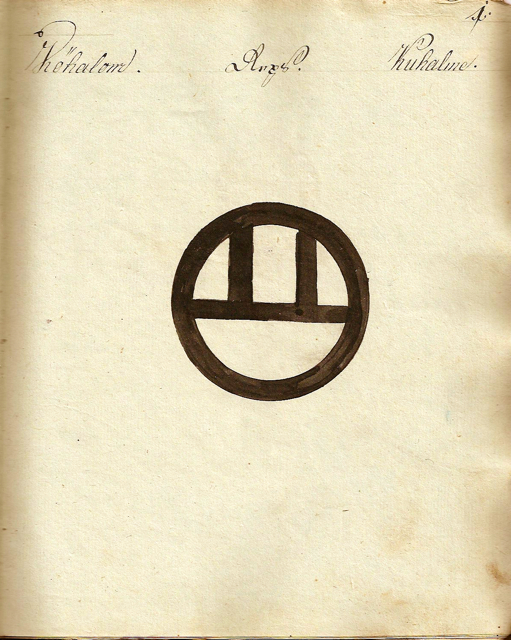
Danga pentru vitele din Rupea (1826)
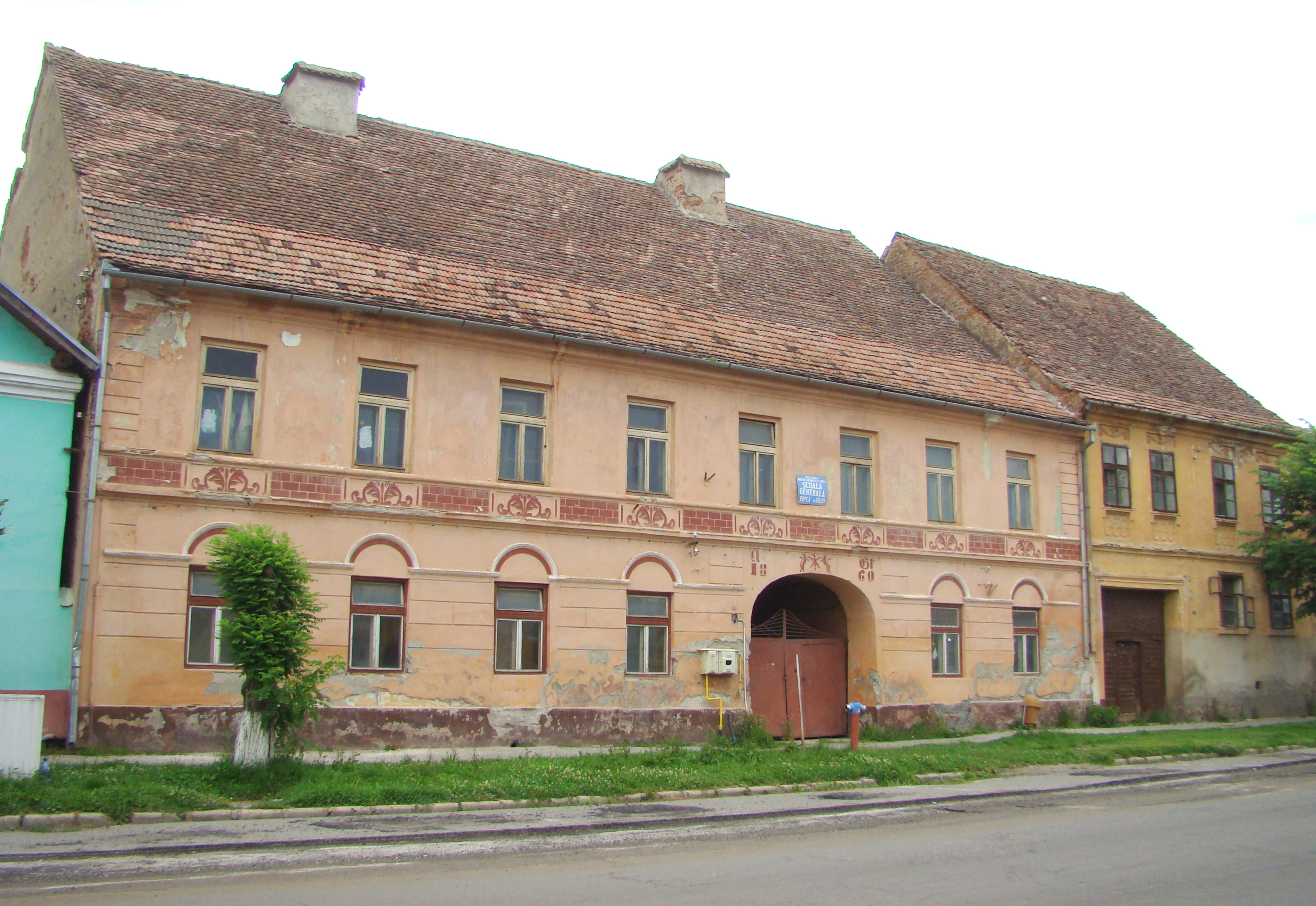
Școala (monument istoric, sec. XIX)
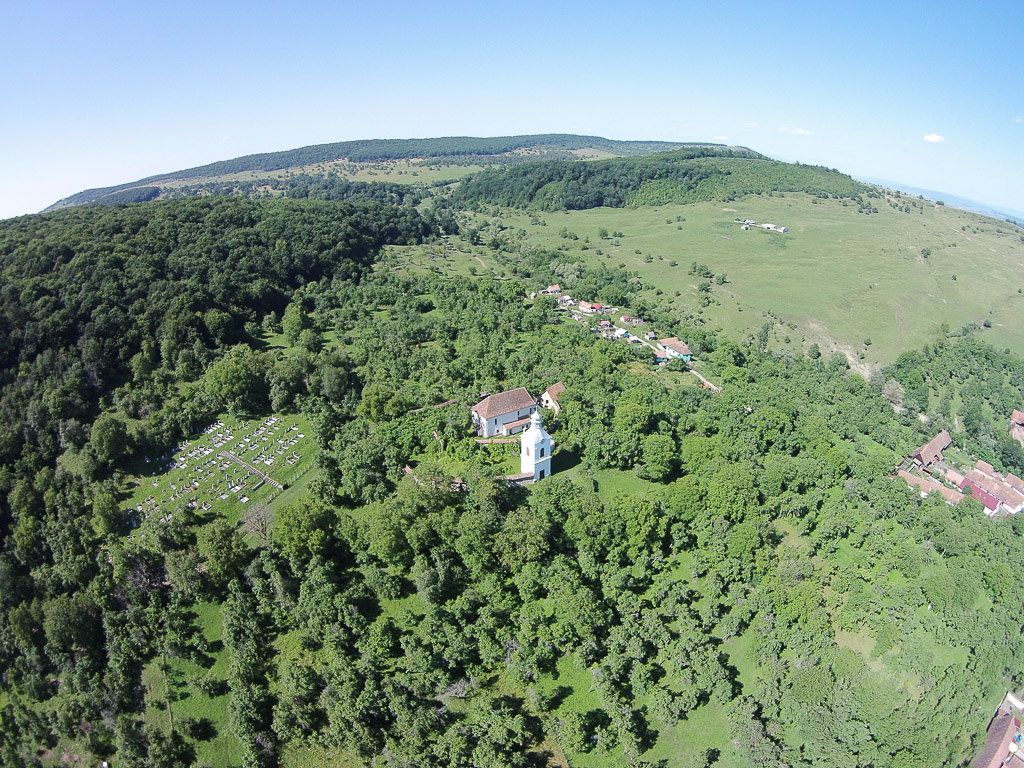
Biserica evanghelică fortificată din Fișer (monument istoric)
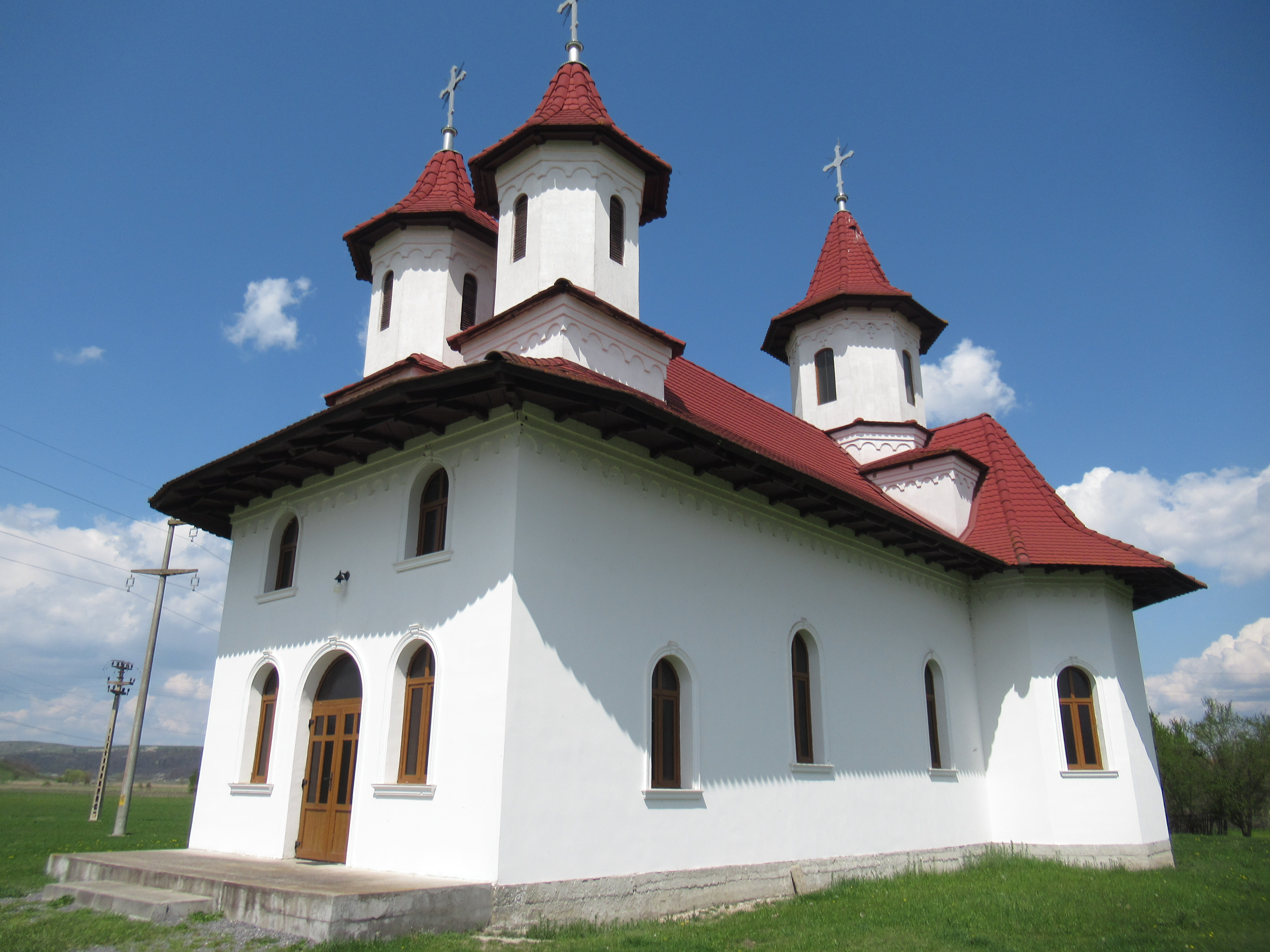
Biserica „Toți Sfinții”